# Stoebe gomphrenoides
Stoebe gomphrenoides là một loài thực vật có hoa trong họ Cúc. Loài này được (Lam.) P.J.Bergius miêu tả khoa học đầu tiên năm 1767.